# Vårmusik och romantik
Vårmusik och romantik är ett musikalbum från 1990 med Uppsalakören Allmänna Sången. Dirigent är Cecilia Rydinger Alin.

## Låtlista
1. När den sköna maj (August Söderman)
2. Mellan friska blomster (August Söderman)
3. Minna satt i lunden (August Söderman)
4. Tjuv och tjuv det ska du heta (Hugo Alfvén)
5. Glädjens blomster (Hugo Alfvén)
6. Och jungfrun hon går i ringen (Hugo Alfvén)
7. Pingst (Oskar Lindberg)
8. Stjärntändningen (Oskar Lindberg)
9. Tre havsvisioner: I. Havets hand (Gösta Nystroem)
10. Tre havsvisioner: II. Vid havet (Gösta Nystroem)
11. Tre havsvisioner: III. Havet (Gösta Nystroem)
12. Glad såsom fågeln (Prins Gustaf/arr. Robert Sund)
13. Majsång (Frederik Kuhlau/arr. Robert Sund)
14. Längtan till landet (Otto Lindblad/arr. Robert Sund)
15. Vårsång (E.J.A. v Kapfelman/arr. Robert Sund)
16. Dofta, dofta, vit syren (David Wikander)
17. Våren kom en Valborgsnatt (Wilhelm Peterson-Berger)
18. Vårliga vindar (Jacob Axel Josephson/arr. Robert Sund)
19. Folkvisa från Gotland (Uti vår hage) (bearb. Hugo Alfvén)
20. Om alla berg och dalar (bearb. Hugo Alfvén)
21. Kung Liljekonvalje (David Wikander)